# Afabet
Afabet è una località dell'Eritrea, capoluogo dell'omonimo distretto e situata nella Regione del Mar Rosso Settentrionale.
Nel 1988 fu teatro di una delle principali battaglie della Guerra di indipendenza eritrea.

## Fonti
- www.maplandia.com, su maplandia.com.